# Градешти (Бакау)
Градешти (рум. Grădești) насеље је у Румунији у округу Бакау у општини Деалу Мориј. Oпштина се налази на надморској висини од 141 m.

## Становништво
Према подацима из 2002. године у насељу је живело 7 становника, од којих су сви румунске националности.